# دوغ بالدوين (لاعب كرة قدم أمريكية)
دوغ بالدوين (بالإنجليزية: Doug Baldwin)‏ هو لاعب كرة قدم أمريكية أمريكي، ولد في 21 سبتمبر 1988 في غولف بريز في الولايات المتحدة.

## وصلات خارجية
- دوغ بالدوين على موقع مرجع كرة القدم المحترفة.كوم (الإنجليزية)